# Jean Poulain
Pour le dessinateur animalier, voir Jean Poulain (1884-1967)
Pour les articles homonymes, voir Poulain (homonymie).
Jean Poulain (24 décembre 1927 - 11 mai 2008) est un homme politique belge.

## Carrière politique
- De 1964 à 1968 : conseiller communal à Tamines[1]
- De 1968 à 1977 : conseiller provincial (Namur)
- De 1977 à 1995 : sénateur.
- De 1982 à 2000 : Bourgmestre de Sambreville[2].

## Concrétisations
- Cocréateur avec Christian Lalière l'intercommunale IDEF (institut pour le développement de l'enfant et de la famille) qui compte notamment à son actif la rénovation de l'étang de Bambois[1].
- Créateur, sous le nom de Samera, un atelier protégé à Bothey
- En 1987, il lance la tradition des concerts de Nouvel An qui se déroulent tous les mois de janvier au théâtre de Sambreville.

## Hommage
- Depuis 2007, les concerts du Nouvel an portent le nom de "Concerts Jean Poulain"
- Début 2008, les autorités sambrevilloises inaugurent aux Pâchis à Tamines un espace nature portant son nom.